# Rue du Général-Niessel
La rue du Général-Niessel est une voie du 20e arrondissement de Paris, en France.

## Situation et accès
La rue du Général-Niessel est une voie publique située dans le 20e arrondissement de Paris. Elle débute au 93, cours de Vincennes et se termine au 90, rue de Lagny.

## Origine du nom
Elle porte le nom du général Henri Albert Niessel (1866-1955).

## Historique
Cette voie ouverte en 1959 sous le nom de « rue du Nicaragua » prend sa dénomination actuelle par un arrêté du 23 janvier 1968.